# Leyli y Medzhnun
Leyli y Medzhnun (en azerí: Leyli və Məcnun) es la primera ópera azerbaiyana con música de Uzeyir Hajibeyov y la primera ópera del Oriente musulmán. El libreto está escrito por el autor mismo, basado en la tragedia de Fuzûlî «Leyli y Medzhnun». Se estrenó el 12 de enero (25 de enero) de 1908 en Bakú, en el teatro de H. Z. Taghiyev, magnate petrolero azerbaiyano. Huseyngulu Sarabsky interpretó el papel de Mäcnum/Madjnoun.
La ópera está formada en 5 actos. Es la primera ópera estrenada a base de síntesis de la música lírica clásica y de mugham azerbaiyano. En la escritura de la ópera, el autor utilizó los modos siguientes de mugham: seygah, mansurya, tchahargah, chour, simaï-chams, sarendj.